# Атолинга (муниципалитет)
Атолинга (исп. Atolinga) — муниципалитет в Мексике, штат Сакатекас, с административным центром в одноимённом городе. Численность населения, по данным переписи 2010 года, составила 2692 человека.

## Общие сведения
Название Атолинга с языка науатль можно перевести как: место мелководья или место осоки и тростника.
Площадь муниципалитета равна 281 км², что составляет 0,37 % от площади штата. Он граничит с другими муниципалитетами Сакатекаса: на востоке с Тлальтенанго-де-Санчес-Романом и на юге с Тепечитланом. На севере и западе муниципалитет граничит с другим штатом Мексики — Халиско.

## Учреждение и состав
Муниципалитет был образован 1917 году, в его состав входят 26 населённых пунктов, самые крупные из которых:
| Код INEGI | Населённый пункт                                  | Численность населения (2005 год) | Численность населения (2010 год) |
| 003       | Всего                                             | 2738                             | 2692                             |
| 0001      | Атолинга (исп. Atolinga) (административный центр) | 1465                             | 1601                             |
| 0013      | Лагуна-Гранде (исп. Laguna Grande)                | 220                              | 204                              |
| 0010      | Эль-Дурасно (исп. El Durazno)                     | 192                              | 176                              |
| 0011      | Ла-Эстансия (исп. La Estancia)                    | 111                              | 100                              |

## Экономическая деятельность
По статистическим данным 2000 года, работоспособное население занято по секторам экономики в следующих пропорциях: сельское хозяйство, скотоводство и рыбная ловля — 50,3 %, промышленность и строительство — 10 %, сфера обслуживания и туризма — 38,2 %.

## Инфраструктура
По статистическим данным 2010 года, инфраструктура развита следующим образом:
- электрификация: 98,1 %;
- водоснабжение: 97,6 %;
- водоотведение: 86,4 %.

## Туризм
Основными достопримечательностями муниципалитета являются исторические здания:
- церковь Святого Каетана;
- здание муниципальной ратуши.